# 가족 (1970년 영화)
가족(家族: A Wedding)은 일본에서 제작된 야마다 요지 감독의 1970년 영화이다. 바이쇼 치에코 등이 주연으로 출연하였다.

## 출연

### 주연
- 바이쇼 치에코
- 이가와 히사시

### 조연
- 류 치슈
- 마에다 긴
- 하루카와 마스미
- 하나 하지메
- 아츠미 키요시
- 모리카와 신
- 하나자와 토쿠에
- 미사키 치에코